# Inchmurrin
Inchmurrin est la plus grande île en eau douce du Royaume-Uni. Elle est située en Écosse sur le Loch Lomond. Elle culmine à 89 mètres et a une superficie de 120 hectares. Elle est en grande partie boisée.
Il subsiste les ruines d'un château probablement construit pour Duncan, 8e comte de Lennox et utilisé comme pavillon de chasse. Sa fille Isabella s'y réfugia avec son petit-fils après l'exécution en 1425 de son père Duncan, de son mari le duc d'Albany et de deux de ses fils. Par la suite, l'île devint une réserve de chasse à courre pour les ducs de Montrose.
Aujourd'hui, l'île dispose de gîtes et d'un restaurant.